# Gustaf Hägg
Gustaf Wilhelm Hägg, född Petersson 28 november 1867 i Visby domkyrkoförsamling, Gotlands län, död 7 februari 1925 i Adolf Fredriks församling, Stockholms län, var en svensk tonsättare och organist.

## Biografi
Hägg var son till orgelbyggaren Nils Petter Petersson och Anna Helena Hägg, och antog efter modern namnet Hägg. Han studerade vid Stockholms musikkonservatorium 1884–1891 och avlade organistexamen 1886, kyrkosångar- och musiklärarexamen 1889. Hägg studerade också komposition för Joseph Dente. Gustaf Hägg var organist i Klara kyrka i Stockholm 1891–1925 och 1904–1908 lärare i harmonilära och 1904–1925 i orgelspel vid Stockholms musikkonservatorium och blev professor 1915.
Som lärare utövade Hägg ett djupgående inflytande på svensk orgelkultur och samt berikade sitt instruments litteratur med en mängd alster i Charles-Marie Widors och César Francks stil. Dessutom märks piano-, orkester- och körverk, kammarmusik och sånger.
Gustaf Hägg räknas som en av sin tids främsta organister. Han var kusin till tonsättaren Jacob Adolf Hägg.
Hägg invaldes som ledamot nr 517 av Kungliga Musikaliska Akademien den 26 april 1906 och mottog Litteris et Artibus 1915.

## Verk
- Symfoni D-dur (1899)
- Konsertuvertyr g-moll (1891)
- Kantater
- Stråksextett
- Stråkkvartett
- Pianotrio g-moll op.15
- Två romanser för violin och piano
- Sonat d-moll för piano op.19
- Stämningar för piano op. 17 (inklusive "Irrbloss")
- Fyra pianostycken op.18
- Fyra tonbilder op.40
- Quatre morceaux för orgel (1895)
- Fünf Stücke för orgel op.22 (1903)
- Sånger

### Körverk
op 20 Julsång: Jublen, jublen I himlar, f sopran el tenorsolo o bl kör m ack av piano el orgel [1900].

### Sånger för 1 röst och piano (orgel)
- Amorösa (F Samuel) [1894]
- Barnaglädje, 15 små visor för barn [1905]
- Dagen somnar (E Lundberg) (Svensk sång, årg 2, 1901)
- De herdarna förde fåren i bet (Levertin) (Julens melodier, h 2, [191?])
- Farväl! (V M Modin) [1894]
- Förtröstan (Mot höjden, religiösa sånger vid orgeln [191?])
- Maj (Levertin) [1897], även i Sång-album af sv tonsättare [1897]
- Slummersång (Runeberg), komp 1888 (Sv musiktidn 1895, musikbilaga, äv i Songs of Sweden 1909)
- Svärmeri (Heine), komp 1892, tr [1892—93]
- Ungdomsdrömmar (E Åkerhielm) [1896].
- op 44 Barmhärtig och nådig är Herren (Psaltaren 103) [1910-1920]

### Kammarmusik
- op 15 Trio [g] f piano, violin o violoncell, komp 1896, Leipzig [1897]
- op 23 Romanze [E] f violin o piano, [1906];
- op 26 Romanze No 2 [e] f violin o piano, Lpz (cop) 1907
- op 27 Liebeslied för violin och piano, Lpz (cop) 1907
- op 34 Adagio för violin och orgel, Lpz 1909, äv i Orgelstücke moderner Meister, utg J Diebold, Bd 3, Lpz, Bruxelles 1909.

### Orgelverk
- op 12 Quatre morceaux pour orgue, Lpz [1895]
  - Prelude
  - Pastorale
  - Invocation
  - March triomphale
- op 16 Meditation [1898];
- op 22 5 Orgelkompositionen: 
  - Abendfriede
  - Elegie
  - Cantabile
  - Festhymne
  - Meditation (= op 16) [1903], Cantabile äv i Från tonernas värld, årg 2, 1901
- op 32 6 lätta tonbilder [1908]
- op 33 Preludier byggda på koralmotiv (3 h, 75 st) [190?]
- op 37 Stämningsbilder (5 st) [1917];
- Abendgebet, Cha-rakterstiick (Orgelkompositionen aus al ter und neuer Zeit, utg O Gauss, Regensburg 1910)
- Aftonbön (Stämnings-stunder . . ., h 2 [1898]);
- Bröllopsmarsch (Organistens orgelalbum, utg N E o E Anjou, h 1, Gefle 1900)
- Bröllopståg (Favorit-marscher . . ., [1923])
- Elegi (Album för kyrk-orgel [190?]) - Elevation (Stämnings-stunder . . ., h 2 [1898])
- Festförspel till koralen 55 (Från tonernas värld, 12, 1911)
- Festmarsch och Sorgmarsch [1894]
- För hem o landskyrka (5 st), 1907
- Förtröstan (Album för kammarorgel, h 2 [1904])
- I graf kapellet (ibid)
- Improvisation (Les maitres contem-porains de 1'orgue, utg J Joubert, vol 3, Paris (cop) 1912)
- Improvisation sur un théme de passion suédois (ibid, vol 5, (cop) 1914)
- Legend [1915], äv i Stilla stunder vid orgelharmonium [192?]
- Lofsång (Bibliotek för kammar-orgel [orgelspelare], h 3 [1897])
- Pastoral (Stämnings-stunder . . ., h 3 [1900]) = Pastorale för piano
- Praeludium (ibid)
- [Preludium] (Präludienbuch zu den Chorälen der christlichen Kirche, utg H Trautner, Kaisers-lautern 1909)
- På klagodag (Nordiskt orgelalbum, utg N E o E Anjou, h 1, tr Lpz 1903)

### Orgelharmonium
- op 28 7 karaktärsstycken = Stämningsstunder vid orgelharmonium, h 4 [190?]
- op 29 6 originalkompositioner = Album för orgelharmonium, h 3 [1907]
- Andante funébre (Favorit-marscher för orgelharmonium [1923]), förenklad bearb av Sorgetoner i op 9 f piano
- Sommarafton (Album för orgelharmonium, h 1 [1900])

### Pianoverk
- op 9 Några stämningsbilder (6 st), komp 1887—94, tr [1895];
- op 10 La coquette, Valse de salon, komp 1893, Copenhague 1896, även i Fru Musica, bd 2 [1916];
- op 11 Valse lente, Copenhague 1896;
- op 14 Sommartankar (6 st) [1896], nr 4 äv i Sv musiktidn 1896, musikbil
  - 1. Valse lente: Moderato e tranquillo
  - 2. Barcarolle: Andantino
  - 3. Berceuse: Andantino con molto espressione
  - 4. Valse-Impromptu: Allegro ma non troppo
  - 5. Nocturne: Andante e espressivo
  - 6. Mazurka Humoristique: Allegro moderato
- op 17 Stämningar (4 st) [1898]
  - 1. På sjön: Allegretto
  - 2. Aftonstämning: Andantino
  - 3. Irrbloss: Molto vivace
  - 4. Dröm: Moderato
- op 18 Fyra pianostycken [1898], nr 1 komp 1888, nr 3 1890;
- op 19 Sonat [d] [1899];
- op 21 Impromptu-Scherzo, Nocturne, Albumblad (komp 1899), Ballad, Humoresk (komp 1900), tr 1902, nr 1 äv i Sv musiktidn 1900, musikbil, nr 3 äv i Svenskt pianoalbum [1913], nr 5 äv i Sv musiktidn 1900, musikbil;
- op 24 Drei Fantasiestucke [1906];
- op 30 Öfver djupen mot höjden, Impromptu funébre, utf 1907, tr [190?]-
- op 36 Genrebilder (5 st) [1915];
- op 40 Fyra tonbilder [191?];
- op 41 Sommarnatt (4 st) (cop) 1919;
- op 42 I midsommartid (4 st) (cop) 1919;
- op 43 Från rosornas och minnenas stad (2 h, 8 st) (cop) 1922
- Bröllopsmarsch [1895]
- Elegi [f] [1921]
- Elegi [d], Till minnet af Zacharias Topelius [1898];
- Elegi [a] vid min älskade makas bortgång, (cop) 1926;
- Elegi [c] (Sv musiktidn 1904, musikbil);
- Fantasistycke (Musik för piano af sv tonsättare [1898]);
- Festmarsch (Sv musiktidn 1897, musikbil);
- Pastorale (ibid, 1899, musikbil) = Pastoral i Stämnings-stunder . . ., h 3
- Sorgetoner vid Viktor Rydbergs bår . . . [1895];
- Valse-caprice [1891].